# Willie Sutton
William Francis "Willie" Sutton, Jr. (30 tháng 6 năm 1901 - 2 tháng 11 năm 1980) là một tên cướp ngân hàng tại nước Mỹ. Trong suốt bốn mươi năm sự nghiệp tội phạm của mình, ông đã đánh cắp một số tiền ước tính khoảng 2 triệu USD, và cuối cùng đã dành hơn nửa cuộc đời của mình trong nhà tù và vượt ngục ba lần.

## Thời thơ ấu
Sutton được sinh ra trong một gia đình người Mỹ gốc Ireland trong một khu phố ở Greenpoint, Brooklyn. Ông là người thứ tư trong gia đình có năm người con.

## Sự nghiệp tội phạm
Ông quay sang tội phạm ở tuổi trẻ, mặc dù trong suốt sự nghiệp tội phạm chuyên nghiệp của mình, ông đã không giết bất cứ ai. Mô tả bởi Mafioso Donald Frankos là "một chàng trai có đôi mắt sáng, chỉ cao 5'7 feet ". Các tù nhân coi Sutton là một "đầu già khôn ngoan" trong giới tội phạm. Trong cuộc trò chuyện với Donald Frankos ông buồn bã hồi tưởng về những ngày bạo lực và hỗn loạn trong những năm 1920 và 1930 khi ông đang tích cực trong cướp ngân hàng và sẽ luôn luôn nói với người bị kết án chung thân như ông. Ông luôn luôn là một quý ông, dí dỏm và phi bạo lực. Sutton là một tên cướp ngân hàng thường mang theo một khẩu súng lục hoặc tiểu liên Thompson. Ông đã từng nói: "Bạn không có thể cướp một ngân hàng nếu không quyến rũ và cá tính".